# Michał Lisiecki
Michał Lisiecki (ur. 1 kwietnia 1803 r. w Porukiszkach, gubernia wileńska, zm. 27 listopada 1862 r.w Colchester w Wielkiej Brytanii) – powstaniec listopadowy

## Życiorys
Był synem Franciszka i Ewy Grużewskiej, bratem Ignacego. Był absolwentem gimnazjum w Kiejdanach. Od 1818 r. był studentem Prawa i Literatury na Uniwersytecie Wileńskim. W 1821 r. opuścił uczelnię. W latach 1823 -25 odbył służbę w armii rosyjskiej. Dwukrotnie był deputowanym z powiatu Wiłkomirskiego (1826 i 1829).
Do powstania listopadowego przystąpił 17 marca 1831 r. Własnym kosztem utworzył szwadron jazdy. Trafił wraz z nim do 6. pułku w stopniu kapitana. 6 czerwca 1831 r. przeniesiono go do 13. pułku. Wraz z generałem Dembińskim wycofał się do Warszawy. Nagrodzono go dyplomem "dobrze zasłużonego Ojczyźnie". 5 października 1831 r. wkroczył wraz z generałem Maciejem Rybińskim do Prus. Został internowany na terenie Królestwie Prus.
Po zwolnieniu z internowania udał się na emigrację. W styczniu 1832 r. dotarł do Francji. Początkowo należał do zakładu w Bourges. W 1832 r. został członkiem Towarzystwa Litewskiego i Ziem Ruskich. Był delegatem Joachima Lelewela do Besançon. Miał tutaj powstrzymać wyprawę Zaliwskiego. 3 czerwca 1833 r. został wysłany do Caen. W grudniu został członkiem Towarzystwa Demokratycznego Polskiego. 30 sierpnia 1834 r. potępił księcia Czartoryskiego. Uważano go za demagoga. Skutkiem tego były ciągłe kontrole policyjne jego osoby. Pracował jako tokarz w fabryce mebli.
Na emigracji przebywał wraz z żoną, Konstancją z Bańkowskich. Doczekał się z nią dwóch córek, Korynny Matyldy i Wandy Olgi. W sierpniu 1837 r. przeniósł się do Lille. Pracował tu jako tokarz wyrobów miedzianych. 29 listopada 1843 r. przemawiał na obchodach rocznicy powstania. Tekst jego wystąpienia opublikowano w "Echu miast polskich". 3 września 1843 r. uznał przywództwo księcia Czartoryskiego. Został członkiem Towarzystwa Trzeciego Maja. W Lille mieszkał do 1850 r. Potem przeniósł się do Herlier w departamencie Nord. Od maja 1854 r. był dyrektorem cukrowni.
W 1858 r. dostał zgodę na powrót do kraju, lecz nie skorzystał z tego. W 1866 r. przebywał w Bordeaux. Umarł w 1862 r. w Wielkiej Brytanii.

## Odznaczenia
17 września 1831 r. - krzyż złoty nr 2996